# Giovanni Prodi
Giovanni Prodi   (Scandiano, 28 de juliol de 1925 - Pisa, 29 de gener de 2010) va ser un matemàtic italià.

## Vida i obra
Prodi va néixer a Scandiano, fill d'un enginyer i una professora. La família estava molt interessada per la cultura: entre els seus vuit germans, dels quals ell era el primogènit, es compten economistes, polítics, físics, historiadors i escriptors amb cert renom. Va fer els estudis secundaris a un institut de Reggio de l'Emília, en el qual es va graduar el 1943, abans de ser mobilitzat per a l'exèrcit de la República Social Italiana que va abandonar al cap de poc temps, però que va fer que fos detingut durant uns mesos pels aliats. Acabada la guerra, va fer estudis de matemàtiques a la universitat de Parma, que va finalitzar el 1948 amb una tesi sobre equacions diferencials dirigida per Giovanni Ricci.
Va ser docent a les universitats de Milà i de Trieste, abans d'incorporar-se el 1963 a la universitat de Pisa, en la qual va fer la resta de la seva carrera acadèmica.
Son destacables els seus treballs de recerca sobre les equacions de Navier-Stokes i sobre la inversió de funcions diferenciables en espais de Banach. Però els seus treballs més importants van ser en el camp de la didàctica de les matemàtiques, innovant els currículums, engegant el projecte La matemàtica com a descoberta, col·laborant intensament i presidint la Comissione Italiana per l'insegnamento de la Matematica i publicant una vintena d'obres sobre el tema.